# Le Retour d'Arsène Lupin (film, 1938)
Pour les articles homonymes, voir Le Retour d'Arsène Lupin.
Pour plus de détails, voir Fiche technique et Distribution.
Le Retour d'Arsène Lupin (Arsène Lupin Returns) est un film américain en noir et blanc réalisé par George Fitzmaurice, sorti en 1938.

## Synopsis
René Farrand est amoureux de Lorraine de Grissac, belle aristocrate, qui se laisse aussi faire la cour par un certain Steve Emerson, détective privé et ex-agent du F.B.I. Mais voilà qu'un collier d'émeraudes est dérobé à l'oncle de Lorraine, le comte de Grissac. Et Steve Emerson suspecte son rival, René Farrand, d'être en fait Arsène Lupin, le célèbre gentleman-cambrioleur.

## Fiche technique
- Titre : Le Retour d'Arsène Lupin
- Titre original : Arsène Lupin Returns
- Réalisation : George Fitzmaurice
- Scénario : James Kevin McGuinness, Howard Emmett Rogers, George Harmon Coxe, d'après le personnage de Maurice Leblanc
- Production : John W. Considine Jr.
- Musique : Franz Waxman
- Photographie : George J. Folsey sous le nom George Folsey
- Direction artistique : Cedric Gibbons
- Costumes : Dolly Tree
- Montage : Ben Lewis
- Pays d'origine : États-Unis
- Format : Noir et Blanc
- Genre : Comédie policière
- Durée : 81 minutes
- Date de sortie :
  - États-Unis : 25 février 1938

## Distribution
- Melvyn Douglas : René Farrand/Arsène Lupin
- Virginia Bruce : Lorraine de Grissac
- Warren William : Steve Emerson
- John Halliday : Comte de Grissac
- Nat Pendleton : Joe Doyle
- Monty Woolley : Georges Bouchet
- E. E. Clive : Alf Hammond
- George Zucco : Préfet de police
- Rollo Lloyd : Duval
- Vladimir Sokoloff : Ivan Pavloff
- Ian Wolfe sous le nom de Ien Wulf : A. Le Marchand, détective
- Tully Marshall : Monelle
- Jonathan Hale : Agent spécial du F.B.I.

Acteurs non crédités
- William Bailey : Détective
- Sidney Bracey : Chauffeur
- Egon Brecher : Vasseur
- Harvey Clark : Assistant du gérant d'hôtel
- George Davis : Garde sur le quai
- Sidney D'Albrook : Détective Alois
- Stanley Fields : André, palefrenier
- John Harmon : "Butch" Harron
- Dell Henderson : Détective aux habits ternes
- Robert Emmett Keane : Bill Watkins, criminologiste
- Priscilla Lawson : Standardiste
- Mitchell Lewis : Détective
- Leonard Penn : Journaliste
- Pierre Watkin : M. Carter